# Chrysobothris auricollis
Chrysobothris auricollis es una especie de escarabajo del género Chrysobothris, familia Buprestidae. Fue descrita científicamente por Kerremans en 1898.